# جويس إنغلز
جويس إنغلز (بالإنجليزية: Joyce Ingalls)‏ هي عارضة وممثلة أمريكية، ولدت في 14 يناير 1950 في تشارلستون في الولايات المتحدة، وتوفيت في 5 أغسطس 2015.

## وصلات خارجية
- جويس إنغلز على موقع IMDb (الإنجليزية)
- جويس إنغلز على موقع قاعدة بيانات الفيلم (الإنجليزية)